# Rodrigo Muniz
Rodrigo Muniz Carvalho (São Domingos do Prata, 4 de mayo de 2001) es un futbolista brasileño, juega como delantero y su club es el Fulham F. C. de la Premier League de Inglaterra.

## Trayectoria

### Desportivo Brasil
En 2015 fue fichado por el Desportivo Brasil para las divisiones inferiores. En el club, Rodrigo Muniz fue el segundo mayor goleador del Campeonato Paulista sub-15 de 2016, con 31 goles en 28 partidos, y fue el mayor goleador de su equipo en el Paulista sub-17 del año siguiente, con 16 goles.

### Flamengo
El 21 de enero de 2018, con 17 años, fue fichado por el Flamengo para jugar en sus divisiones inferiores. Debutó como profisional en el Campeonato Carioca de 2020, contra el Macaé, en un juego que terminó 0 a 0. Anotó su primer gol en el equipo profesional ante el Volta Redonda, en la misma competición.

### Coritiba
El 8 de octubre de 2020 el Coritiba fichó Muniz a préstamo con un contrato hasta febrero de 2021. Por el Coxa, Muniz jugó seis partidos y anotó un gol. El 19 de noviembre de 2020, Rogério Ceni, el entrenador del Flamengo, pidió la vuelta del delantero, y luego esta se confirmó.

## Estadísticas

### Clubes
Actualizado al 16 de agosto de 2025.
| Club                           | Div.          | Temporada     | Liga  | Liga  | Liga estatal | Liga estatal | Copas nacionales | Copas nacionales | Torneos internacionales | Torneos internacionales | Total | Total |
| Club                           | Div.          | Temporada     | Part. | Goles | Part.        | Goles        | Part.            | Goles            | Part.                   | Goles                   | Part. | Goles |
| ------------------------------ | ------------- | ------------- | ----- | ----- | ------------ | ------------ | ---------------- | ---------------- | ----------------------- | ----------------------- | ----- | ----- |
| Coritiba · Brasil              | 1.ª           | 2020          | 6     | 1     | ―            | ―            | ―                | ―                | ―                       | ―                       | 6     | 1     |
| Coritiba · Brasil              | Total club    | Total club    | 6     | 1     | 0            | 0            | 0                | 0                | 0                       | 0                       | 6     | 1     |
| C. R. Flamengo · Brasil        | 1.ª           | 2020          | 4     | 0     | 3            | 1            | 0                | 0                | 0                       | 0                       | 7     | 1     |
| C. R. Flamengo · Brasil        | 1.ª           | 2021          | 9     | 3     | 13           | 5            | 2                | 1                | 1                       | 0                       | 25    | 9     |
| C. R. Flamengo · Brasil        | Total club    | Total club    | 13    | 3     | 16           | 6            | 2                | 1                | 1                       | 0                       | 32    | 10    |
| Fulham F. C. Inglaterra        | 2.ª           | 2021-22       | 25    | 5     | ―            | ―            | 3                | 0                | ―                       | ―                       | 28    | 5     |
| Fulham F. C. Inglaterra        | 1.ª           | 2022-23       | 0     | 0     | ―            | ―            | ―                | ―                | ―                       | ―                       | 0     | 0     |
| Middlesbrough F. C. Inglaterra | 2.ª           | 2022-23       | 17    | 2     | ―            | ―            | 0                | 0                | ―                       | ―                       | 17    | 2     |
| Middlesbrough F. C. Inglaterra | Total club    | Total club    | 17    | 2     | 0            | 0            | 0                | 0                | 0                       | 0                       | 17    | 2     |
| Fulham F. C. Inglaterra        | 1.ª           | 2023-24       | 26    | 9     | ―            | ―            | 7                | 1                | ―                       | ―                       | 33    | 10    |
| Fulham F. C. Inglaterra        | 1.ª           | 2024-25       | 31    | 8     | ―            | ―            | 5                | 3                | ―                       | ―                       | 36    | 11    |
| Fulham F. C. Inglaterra        | 1.ª           | 2025-26       | 1     | 1     | ―            | ―            | 0                | 0                | ―                       | ―                       | 1     | 1     |
| Fulham F. C. Inglaterra        | Total club    | Total club    | 83    | 23    | 0            | 0            | 15               | 4                | 0                       | 0                       | 98    | 27    |
| Total carrera                  | Total carrera | Total carrera | 119   | 29    | 16           | 6            | 17               | 5                | 1                       | 0                       | 153   | 40    |

## Palmarés

### Títulos nacionales
| Título                          | Club           | País       | Año  |
| ------------------------------- | -------------- | ---------- | ---- |
| Supercopa de Brasil             | C. R. Flamengo | Brasil     | 2020 |
| Campeonato Brasileño de Serie A | C. R. Flamengo | Brasil     | 2020 |
| EFL Championship                | Fulham F. C.   | Inglaterra | 2022 |